# 阮玉芳貞 (公主)
富厚公主阮玉芳貞（越南语：／；1834年6月27日—1886年12月15日），初名阮玉安瑞（越南语：／），嗣德十四年（1861年）避孝昭皇后段氏安諱改今名，越南阮朝明命帝第四十六女，生母婕妤阮氏圓。

## 生平
明命十五年五月二十一日（1834年6月27日），阮玉芳貞在順化皇城出生。嗣德四年（1851年），芳貞18歲，下嫁都統制阮文雲之孫阮文霱。嗣德二十二年（1869年），嗣德帝封芳貞為富厚公主。同慶元年十一月二十日（1886年12月15日），芳貞去世，享年五十三歲，諡美淑。
富厚公主育有子女三人。